# オッターヴィオ・ファルネーゼ
オッターヴィオ・ファルネーゼ（Ottavio Farnese, 1524年10月9日 - 1586年9月18日）は、第2代パルマ公及びピアチェンツァ公（在位：1547年 - 1586年）。初代パルマ公ピエール・ルイージ・ファルネーゼと妃ジェローラマ・オルシーニの次男として、ヴァレンターノで生まれた。
ローマ教皇パウルス3世は祖父、枢機卿アレッサンドロ・ファルネーゼは兄、ウルビーノ公グイドバルド2世・デッラ・ローヴェレの妻ヴィットーリア・ファルネーゼは姉である。また枢機卿ラヌッチョ・ファルネーゼ、カストロ公オラーツィオ・ファルネーゼは弟。

## 生涯
1538年に神聖ローマ皇帝兼スペイン王カール5世の庶子マルゲリータと結婚した。フィレンツェ公アレッサンドロ・デ・メディチの未亡人であったマルゲリータは、この年若い花婿を非常に嫌った。しかし、1541年のアルジェでの軍事作戦でオッターヴィオが負傷して帰国すると、マルゲリータの嫌悪感が愛情に変わったという。1545年に双子の男子カルロとアレッサンドロが生まれたがカルロは夭折、アレッサンドロが後継者になった。
同年に祖父からカストロ公領を委ねられ、1546年には舅カール5世から金羊毛騎士団員にも選ばれた。しかし、祖父はカール5世にオッターヴィオへミラノ総督を任命してくれることを打診したが、カール5世の方はフェランテ1世・ゴンザーガをミラノ総督に任命したため皇帝とファルネーゼ家の関係は冷え込んでいった。また、兄のアレッサンドロは祖父の策略で父からの相続権がオッターヴィオに移されたことに反発していたが、こちらは祖父の配慮で遠ざけられた。

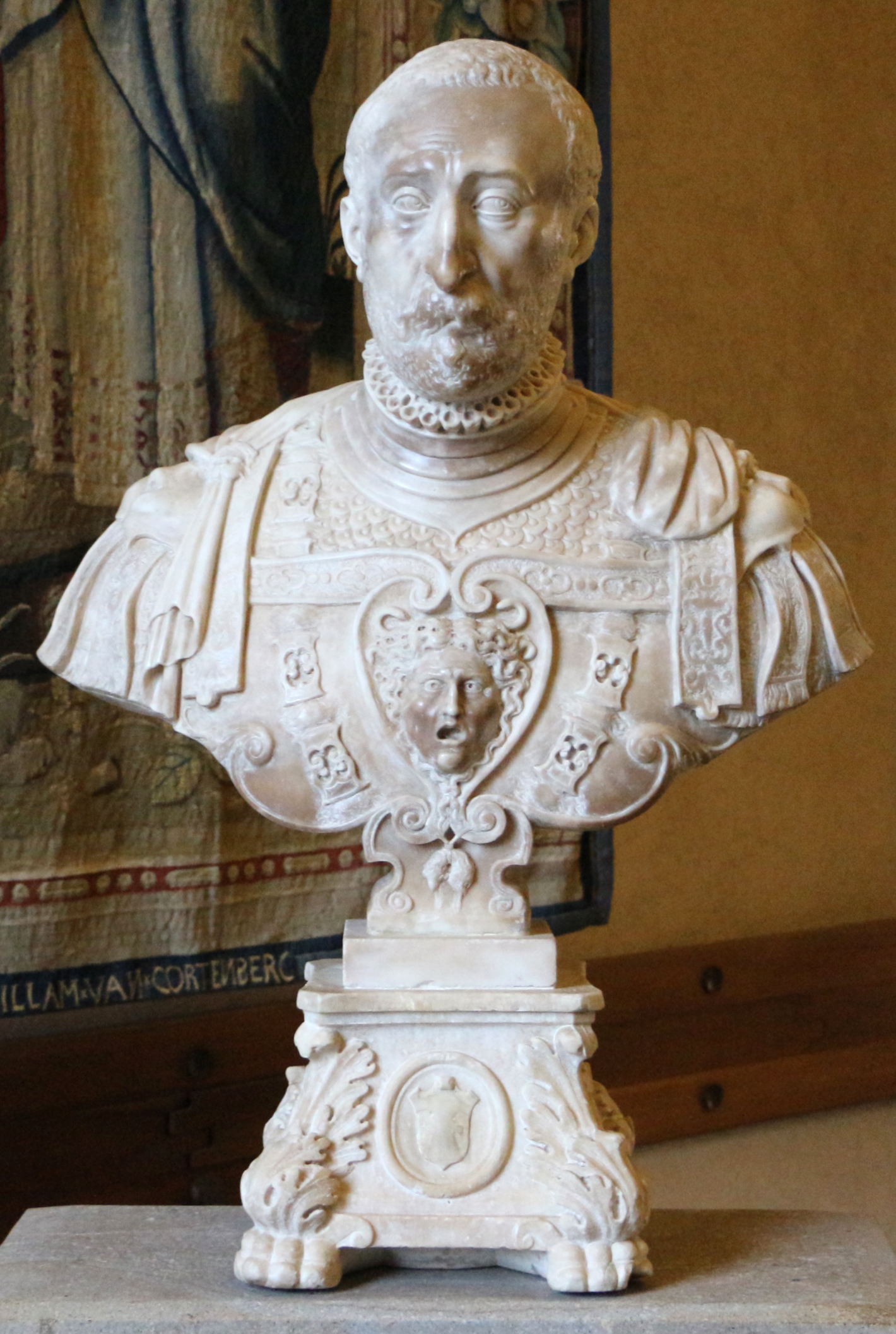
オッターヴィオ・ファルネーゼ

1547年に父がピアチェンツァで貴族達に暗殺されると、パルマ公国はフェランテ1世に占領されたため、失地回復がオッターヴィオの最初の仕事となった（カストロ公領は弟オラーツィオが相続）。1550年に教皇ユリウス3世によりパルマは返還されたがピアチェンツァは失われたままだったため、翌1551年にスペインからフランスに離反して金羊毛騎士団勲章を放棄、代わりにフランス王アンリ2世より聖ミカエル騎士団勲章を授与、第六次イタリア戦争を引き起こした。1556年に義弟に当たるスペイン王フェリペ2世と和睦してピアチェンツァも返還、1559年のカトー・カンブレジ条約で確認され、1度放棄した金羊毛騎士団勲章も取り戻したが、同時期に家族と離れ離れになり、1556年に息子がスペインへ人質として送られ、1559年には妻もネーデルラント17州の総督として赴任して行った。
以後パルマ・ピアチェンツァ公国の都市計画を進め、1556年にパルマを公国の首都に定めて通貨改定と農業・商業改革を行い、1561年からパルマで兄が庇護していた建築家ジャコモ・バロッツィ・ダ・ヴィニョーラの設計によるパルマ公宮殿（または庭園宮殿）の建造を始め、1570年頃に街の一角に宮廷を設置、1580年頃にはパルマ公宮殿に回廊を追加した。またピアチェンツァにパラッツォ・ファルネーゼを建てるべくヴィニョーラを1560年にピアチェンツァへ招き、1561年から工事が始まったが、資金不足とヴィニョーラが多忙で設計に集中出来なかったことなど原因が重なり、1568年に中断された。
オッターヴィオはティツィアーノ・ヴェチェッリオが1546年に描いた『教皇パウルス3世とその孫たち』のモデルの1人であることが知られるが（祖父と兄も一緒に描かれた）、1566年からパルマの庭園宮殿内の室内装飾に取り掛かり、ジローラモ・ミロラ・ヤーコポ・ザングイーディ（通称ベルトーヤ）らが叙事詩『恋するオルランド』『狂えるオルランド』などを題材にした作品を描き、1573年に「アリオストの間」「接吻の間」と呼ばれる部屋が完成、壁画から天井まで埋め尽くした。
1586年、61歳で死去。息子アレッサンドロがパルマ公位を継いだが、スペインの軍人としてネーデルラントで八十年戦争を戦っていたため、孫のラヌッチョが代わりにパルマを統治した。

## 子女
マルゲリータとの間に双子の男子を儲けたが、1人は夭折した。
- カルロ（1545年）
- アレッサンドロ（1545年 - 1592年）

また、6人の庶子を儲けた。
- チェーザレ（1550年 - 1627年）
- ヴィオランテ（1555年 - ?）
- ラヴィニア（1560年 - 1605年）
- ジュリオ・オスティリオ（1562年 - ?）
- エルシリア（1565年 - 1596年）
- イザベラ（1570年 - 1638年）